# Línea M-170 (Campo de Gibraltar)
La Línea M-170 es una ruta de transporte público en autobús del Consorcio de Transporte Metropolitano del Campo de Gibraltar. Une Algeciras con Castellar de la Frontera, Jimena de la Frontera y San Pablo de Buceite.
Algunos de los autobuses que realizan este trayecto continúan hacia Algatocín y Ronda, ofreciendo servicio a varias localidades de la Serranía.
Desde el 1 de septiembre de 2009 la frecuencia de autobuses es de cuatro al día en ambos sentidos. Esta mejora del servicio fue una petición de los vecinos de Castellar y Jimena, que solicitaban unos horarios útiles para los estudiantes.